# Nguyễn Tiến Linh
Nguyễn Tiến Linh (ur. 20 października 1997) – wietnamski piłkarz grający na pozycji napastnika w klubie Becamex Bình Dương FC oraz reprezentacji Wietnamu.

## Kariera
Nguyễn Tiến Linh jest wychowankiem wietnamskiego Becamex Bình Dương FC. Występował zarówno w juniorskiej sekcji jak i w dorosłej kadrze zespołu. W klubie rozegrał już ponad 50 spotkań. 
Nguyễn Tiến Linh grał w kadrze U-19. Obecnie występuje w zespole U-23 oraz dorosłej reprezentacji Wietnamu. W seniorskiej drużynie zadebiutował 8 listopada 2018 roku w meczu z Laosem. Pierwszego gola zdobył w meczu z Kambodżą 24 listopada 2018 roku. Został powołany na Puchar Azji 2019.